# 康山 (安大略省)
康山，是加拿大安大略省約克區旺市及萬錦市之間的地區，屬於南安大略大多倫多地區的一部份，南北分別與多倫多和列治文山接壤。康山本來是一條警政村落（police village），現時則是一個社區，西起德化林街，東至404號公路，南起士刁士路，北至7號公路，當中央街構成此區的南北向主軸並將之一分為二，以西的地域屬旺市，以東則屬於萬錦。
根據2016年加拿大人口普查，以康山為名的加拿大聯邦選區有112,719名居民，但該選區的界線與康山社區的實際界線有所出入。另外，根據2001年加拿大人口普查，西康山（即康山屬於旺市的部分）的人口有56,361人，而東康山（即康山屬於萬錦的部分）有人口47,333人，兩者合共103,694人。

## 歷史
首任上加拿大副總督閃高（John Graves Simcoe）於1793年頒令興建連接約克鎮（今多倫多市）和荷蘭登陸地（Holland Landing）的道路（即今央街），並宣布贈地計劃以吸引歐洲人到此定居。約翰遜（Asa Johnson）和米勒（Nicholas Miller）於1794年分別佔據央街西面和東面的地段，為現康山一帶的首批定居者。及至1800年，介乎現士刁士路和朗斯達夫道之間的地段已悉數贈予定居者。
本傑明·康（Benjamin Thorne）於1820年從英格蘭多塞特郡遷居至此並重建一座焚毀的磨坊，及至1830年在此營運磨坊、鋸木場和制革場，對當地經濟影響深遠。該社區遂以他名為康氏磨坊（Thorne's Mills），其後則改為康山（Thorne's Hill）。本傑明·康與威廉·帕森（William Parson）於1828年向政府申請在此設立郵局，翌年獲批並以康山之名設立，由帕森出任首名郵長。到了1848年，康山居民數目約有700人，為多倫多以北央街沿線人口最多的聚落。然而，康山並未設立地方行政架構，央街以西和以東的地域於1850年分別歸入新成立的旺鄉和萬錦鄉。
英國政府於1846年更改農作物入口政策，自此向輸入英國的加拿大穀物徵收更多關稅，嚴重打擊加拿大的農業，本傑明·康的磨坊亦不能倖免。他被逼申請破產，並於1848年自殺。康山一帶的農業和經濟活動此後沉寂了一段時間，而於19世紀末興建的鐵路亦大致繞過康山，因此並未惠及當地經濟。

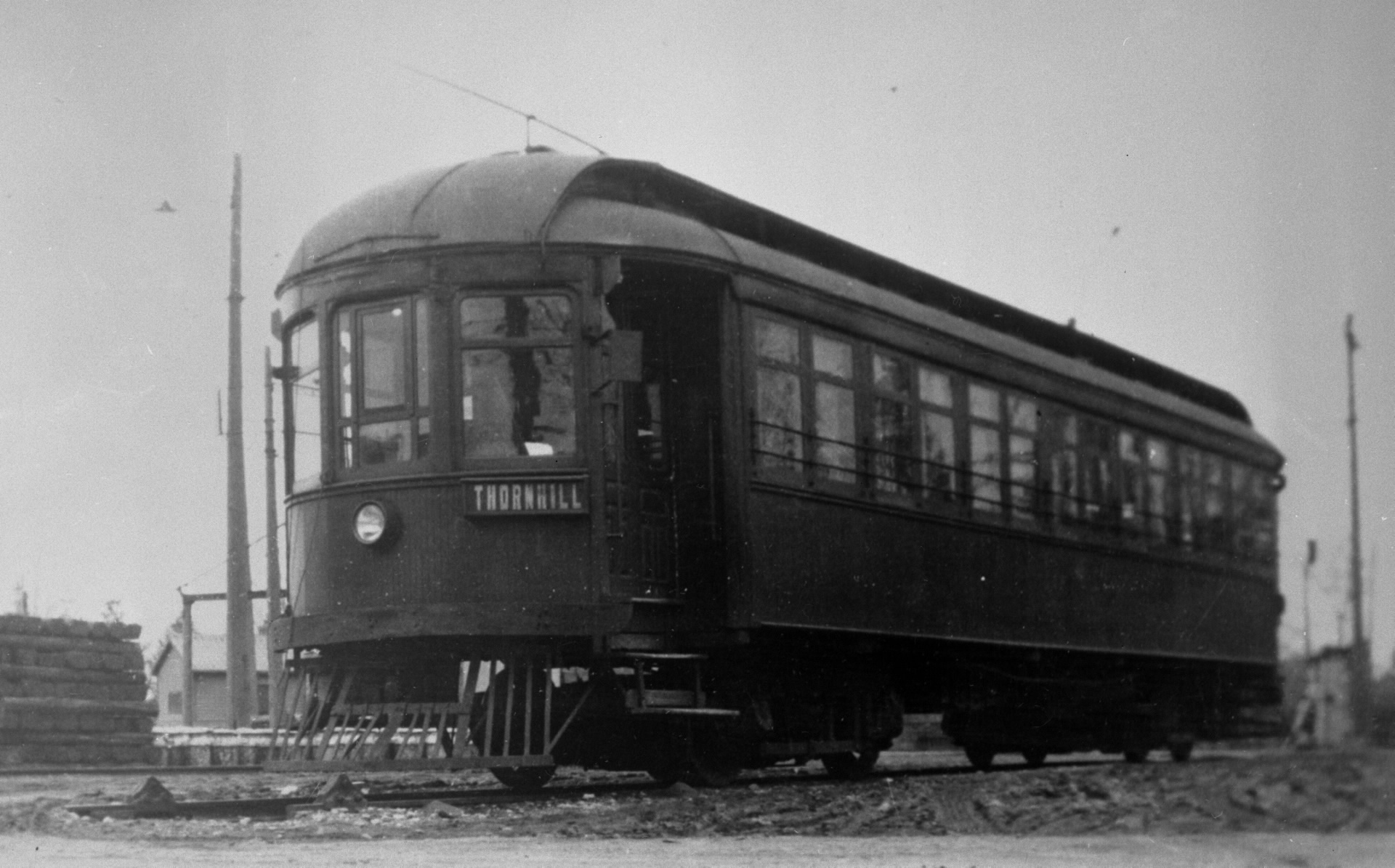
通往康山的央街電車（約攝於1921年）

到了1896年，大都會路面電車公司（Metropolitan Street Railway）的電車線沿央街開通至康山，大為減低當地與多倫多市中心之間所需的通勤時間，康山遂開始成為多倫多市的臥室社區之一；此情形到了1920年代私家車開始普及後更見明顯。為了方便地區行政，康山於1931年設為警政村落（police village），自行管理防火、道路維修和街道照明等事務。隨着約克區於1971年設立，康山的警政村落地位亦同時取消，並歸由旺鎮和萬錦鎮管轄。

## 交通
兩條400系列高速公路構成了康山的兩側：404號公路構成康山的東界，南通多倫多，北達紐馬克特；407號收費公路則掠過康山北部，西通布靈頓，東至杜林區。約克區政府轄下的數條區道亦貫穿康山，當中包括德化林街（53號區道）、巴佛士街（38號區道）、灣景路（34號區道）、里斯利街（12號區道）和中央街（71號區道），以及前屬省道資格的央街（1號區道）和7號公路（7號區道）。
康山的公共交通服務過去分別由旺市交通局和萬錦交通局營運，從2001年起則改由新成立的約克區交通局營運。約克區交通局於2005年開辦了Viva快速公交系統，當中的藍線和粉紅線服務康山。
鐵路服務方面，最接近康山的GO通勤鐵路車站為列治文山線的朗斯塔夫站，而最接近康山的多倫多地鐵車站則為央街線上的芬治站。省政府的《驅動安大略2020》交通大綱建議長遠將央街地鐵線從芬治站向北經康山延伸至7號公路，暫定於2023年末動工，2029-30年啓用。

## 人口

### 族群
康山的族裔結構非常多样化，區内有大量犹太人、华裔、韩国人、伊朗人和意大利人。根据2001年联邦人口普查数据，康山选区（与社区范围并不完全一致）的华裔是最大的可见少数族裔，几乎占总人口的11％（12,610），其次是南亚裔（6,595） 、非裔（2,665）、韩裔（2,660）、菲律宾裔（2,535）和西亚裔（2,355）。
根据2009年加拿大人口统计工作队的报告，康山的旺市部分有33,000多名犹太人。

## 政府
康山的範圍歸入旺市第4和第5市選區，在萬錦則屬第1市選區。所屬市議員包括楊士渟（旺市第4市選區）、Alan Shefman（旺市第5市選區）和Keith Irish（萬錦第1市選區）为各自市议会成员。康山也是联邦和省级选区並且有兩個，即康山選區和萬錦－康山選區。

## 基础建设

### 卫生保健
康山没有综合医院，但有私人医院Shouldice Hernia Centre。

### 康山社区中心
该社区中心位于灣景路夾約翰街，设有溜冰场（Thornhill Skating Club和Markham Major and Islanders冰球俱乐部的主场，东冰场在1999年以Bib Sherwood的名字命名），理疗池、健身房、跑道、多用途房间和萬錦公共图书馆分馆。该综合楼于1975年开业。
社区中心从2017年至2019年是加拿大女子冰球联赛的Markham Thunder队的主场。
Thornlea游泳池是位于社区中心以北的公共游泳池。

## 教育

### 公立学校

#### 中学
- Stephen Lewis Secondary School, 2006年建立
- Thornhill Secondary School, 1955年建立
- Thornlea Secondary School, 1969年建立
- Vaughan Secondary School, 1989年建立
- Westmount Collegiate Institute, 1996年建立

#### 小学
- Bakersfield Public School, 2003年建立
- Baythorn Public School
- Bayview Glen Public School
- Bayview Fairways Public School
- Brownridge Public School
- Carrville Mills Public School, 2007年建立
- Charlton Public School
- Doncrest Public School
- E.J. Sand Public School
- German Mills Public School
- Glen Shields Public School
- Henderson Avenue Public School
- Herbert H. Carnegie Public School
- Johnsview Village Public School
- Julliard Public School
- Louis Honoré Fréchette Public School
- Roberta Bondar Public School
- Royal Orchard Public School
- Rosedale Heights Public School
- Stornoway Crescent Public School
- Thornhill Public School
- Thornhill Woods Public School
- Ventura Park Public School
- Westminster Public School
- Willowbrook Public School
- Wilshire Elementary School
- Woodland Public School
- Yorkhill Elementary School

#### 天主教学校
- Blessed Bishop Scalabrini Catholic Elementary School
- Holy Family Catholic Elementary School, closed, currently rented to E.J. Sand Public School
- St. Elizabeth Catholic High School, 1987年建立
- Our Lady of the Rosary
- St. Joseph the Worker
- St. Robert Catholic High School
- St. Anthony Catholic Elementary School
- St. Michael Catholic Academy
- St. Luke Catholic Elementary School

### 私立学校
- Blyth Education
- Toronto Waldorf School

#### 犹太学校

##### 中学
- Ner Israel Yeshiva College

##### 小学
- Associated Hebrew Schools of Toronto
- Eitz Chaim Day Schools
- Netivot HaTorah Day School

## 媒体
- Salam Toronto – 波斯语/英语双语周报。

## 农贸市场
自1953年以来，约克农贸市场（York Farmers Market）就一直在央街上。农贸市场位于永久性建筑中。

## 外部連結
- Ontario Plaques - Founding of Thornhill
- City Of Vaughan Official Website （页面存档备份，存于）
- City Of Markham Official Website
- Thornhill on Jewishtorontonline.net